# 2008년 동아시아 축구 선수권 대회 선수 명단
다음은 2008년 동아시아 축구 선수권 대회에 참가한 선수 명단이다. 모든 선수들은 3명의 골키퍼를 포함한 23명의 선수 명단을 제출해야 했다.

## 중화인민공화국
감독:  블라디미르 페트로비치

## 조선민주주의인민공화국
감독:  김정훈

## 일본
감독:  오카다 다케시
선수:
- ＧＫ

카와구치 요시카츠（KAWAGUCHI Yoshikatsu、쥬빌로 이와타）
나라자키 세이고（NARAZAKI Seigo、나고야 그램퍼스）
카와시마 에이지（KAWASHIMA Eiji、카와사키 프론탈레）
- ＤF

나카자와 유지（NAKAZAWA Yuji、요코하마F・마리노즈）
카지 아키라（KAJI Akira、감바 오사카）
코마노 유이치（KOMANO Yuichi、쥬빌로 이와타）
이와마사 다이키（IWAMASA Daiki、가시마 앤틀러스）
미즈모토 히로키（MIZUMOTO Hiroki、감바 오사카） 
야스다 미치히로(YASUDA Michihiro、감바 오사카) *
우치다 아츠토（UCHIDA Atsuto、가시마 앤틀러스）
- ＭF

하시모토 히데오（HASHIMOTO Hideo、감바 오사카）
하뉴 나오타케（HANYU Naotake、FＣ도쿄）
앤도 야스히토（ENDO Yasuhito、감바 오사카）
나카무라 겐고（NAKAMURA Kengo、카와사키 프론탈레）
스즈키 케이타（SUZUKI Keita、우라와 레즈）
야마세 코지（YAMASE Koji、요코하마F・마리노즈）
콘노 야스유키（KONNO Yasuyuki、FＣ도쿄）
야마기시 사토루（YAMAGISHI Satoru、카와사키 프론탈레）
- FＷ

반도 류지（BANDO Ryuji、감바 오사카）
마에다 료이치（MAEDA Ryoichi、쥬빌로 이와타)
타시로 유죠(TASHIRO Yuzo、가시마 앤틀러스) *
야노 키쇼（YANO Kisho、알비렉스 니가타）

## 대한민국
감독:  허정무
선수:
- GK	1	김용대	1979.10.11	188 /83	광주 상무
- MF	2	이종민	1983.09.01	175 /68	울산현대
- DF	3	조원희	1983.04.17	177 /73	수원삼성
- DF	4	조용형	1983.11.03	182 /71	제주 유나이티드
- MF	5	김남일	1977.03.14	180 /75	빗셀 고베
- DF	6	조성환	1982.04.09	183 /77	포항 스틸러스
- MF	7	이근호	1985.04.11	177 /75	대구 FC
- MF	8	이관우	1978.02.25	175 /69	수원삼성
- FW	9	조진수	1983.09.02	184 /75	제주 유나이티드
- FW	10	박주영	1985.07.10	183 /72	FC 서울
- MF	11	염기훈	1983.03.30	182 /80	울산현대
- DF	12	이상호	1981.11.18	175 /72	제주 유나이티드
- DF	13	박원재	1984.05.28	175 /69	포항 스틸러스
- DF	14	강민수	1986.02.14	184 /76	전북현대
- DF	15	곽희주	1981.10.05	185 /76	수원삼성
- DF	16	곽태휘	1981.07.08	185 /80	전남 드래곤즈
- GK	18	정성룡	1985.01.04	190 /86	포항 스틸러스
- MF	19	황지수	1981.03.27	176 /72	포항 스틸러스
- MF	20	오장은	1985.07.24	176 /73	울산현대
- MF	21	구자철	1989.02.27	182 /73	제주 유나이티드
- FW	22	고기구	1980.07.31	187 /82	전남 드래곤즈
- GK	23	염동균	1983.09.06	188 /83	전남 드래곤즈

위치	번호	이름	생년월일	체격(cm/kg)	소속